# Бная
Бная (ивр. בְּנַיָה‎) — мошав в центральной части Израиля. Расположен в самой западной части равнины Шфела недалеко от городов Ашдод, Гедера и Явне, он находится под юрисдикцией регионального совета Бреннер. В 2020 году его население составляло 798 человек.

## История
Деревня была основана в 1949 году еврейскими репатриантами из Чехословакии, Венгрии, Польши и Румынии и первоначально называлась Явне Ха-Дромит (ивр. יבנה הדרומית‎, дословно — «Южное Явне») из-за его расположения к югу от города. Однако позже, после процесса метатезиса, слова «Явне», название было изменено на «Бная», названное в честь офицера царя Давида («Бная, сын Иодая»), упомянутого в 1Пар. 11:22, из колена Симеона (1Пар. 4:36) живших в этой местности.
Есть также версия, что Бная является анаграммой названия города Явне.

## Население
По данным Центрального статистического бюро Израиля, население на начало 2020 года составляло 798 человек.